# Línea R80 (Transportes de Murcia)
La línea R80 de Transportes de Murcia une Ronda Sur con la Plaza Circular por Santiago el Mayor.

## Horario
|                    | Laborables invierno | Laborables verano | Sábados | Domingos y festivos |
| ------------------ | ------------------- | ----------------- | ------- | ------------------- |
| Primera expedición | 7:00                | 7:00              | 7:00    | 8:00                |
| Frecuencia         | 14 min              | 18 min            | 25 min  | 25 min              |
| Última expedición  | 22:00               | 22:00             | 22:00   | 21:30               |

## Recorrido y paradas

### Sentido Plaza Circular
| N.º  | Parada                    | Conexión         | Notas |
| ---- | ------------------------- | ---------------- | ----- |
| 9127 | Paseo Florencia I         |                  |       |
| 9128 | Paseo Florencia II        |                  |       |
| 9129 | Mesa del Castillo         |                  |       |
| 9130 | Paseo José Marín Serna    |                  |       |
| 9131 | Santiago el Mayor, 13     |                  |       |
| 9132 | La Vía (impar)            |                  |       |
| 9012 | Pintor Almela Costa (par) | C2 C4 R17        |       |
| 9046 | Pío Baroja                | C2 R12 R17       |       |
| 9133 | San Carlos, n.º 5         | R12              |       |
| 9155 | Pío Baroja (Párraga)      | R12              |       |
| 9134 | Palacio de Justicia       | R12 R17          |       |
| 9135 | Plaza Cruz Roja           | R12 R17          |       |
| 9136 | Arco de San Juan          | R14              |       |
| 9137 | Plaza Cetina              | R14              |       |
| 9138 | La Merced                 | R14              |       |
| 9139 | Puerta Nueva              | R14 R17          |       |
| 9140 | Centrofama                | R14 R17          |       |
| 9141 | Alfonso X                 |                  |       |
| 9000 | Plaza Circular, 2         | C1 C3 C5 R14 R17 |       |
| 9030 | Plaza Circular, 14        | C2 C4 C5 R14 R20 |       |

### Sentido Ronda Sur
| N.º  | Parada                          | Conexión         | Notas |
| ---- | ------------------------------- | ---------------- | ----- |
| 9030 | Plaza Circular, 14              | C2 C4 C5 R14 R20 |       |
| 9029 | Cajamurcia                      | C1 C3 C5 R14 R20 |       |
| 9070 | Avda. Constitución, 5           | C5 R14 R20       |       |
| 9071 | Cortefiel                       | C5 R14 R20       |       |
| 9072 | Santa Isabel                    | C5 R14 R20       |       |
| 9163 | Glorieta de España (frente)     | R12 R14 R20      |       |
| 9156 | Plaza Cruz Roja (Jardín)        | R12 R20          |       |
| 9157 | Palacio de Justicia (frente)    | R12 R20          |       |
| 9158 | Pío Baroja (frente Párraga)     | R12              |       |
| 9159 | San Carlos (frente n.º 5)       | R12              |       |
| 9143 | Pabellón Infante                | C1 R12           |       |
| 9160 | Pintor Almela Costa (impar)     | C1 C3            |       |
| 9144 | La Vía (par)                    |                  |       |
| 9161 | Santiago el Mayor, 50           |                  |       |
| 9145 | C/ Morera                       |                  |       |
| 9146 | Cruce Ctra. Patiño              |                  |       |
| 9147 | Polideportivo Santiago el Mayor |                  |       |
| 9148 | Carril de la Condesa (rotonda)  |                  |       |
| 9149 | Carril de la Condesa II         |                  |       |
| 9162 | Paseo Florencia I (V)           |                  |       |

- Datos: Q56641474